# Francesco Berlan
Francesco Berlan (Venezia, 2 luglio 1821 – Torino, 29 luglio 1886) è stato uno storico, letterato e patriota italiano.

## Biografia
Nato da Pietro e da Elisabetta Colbertaldo, superò gli studi ginnasiali e filosofici, frequentando poi come uditore le lezioni di lingua greca antica al Collegio Flangini. Il padre morì nel 1832.
Nel 1844 fondò la Società veneta dei Bibliofili.
Repubblicano, tra il 1848 e il 1849 pubblicò il giornale Sior Antonio Rioba e il 16 settembre 1848 fu brevemente arrestato per un articolo. Nel settembre 1849, al ritorno degli austriaci, preferì l'esilio e fu creduto morto di colera durante il viaggio in mare. Giunse a Corfù il 14 settembre con l'Icaro, ultimo dei bastimenti partiti con profughi ed esuli.
Non potendo tornare a Venezia, si trasferì a Parigi dove riscì a sopravvivere solo tramite la generosità di altri emigrati. Nel marzo 1850 cercò di tornare in patria approfittando di un'amnistia, ma il permesso gli venne negato. Nell'ottobre dello stesso anno si trasferì a Torino, dove iniziò a collaborare con alcuni periodici e riuscì a portare avanti le proprie ricerche storiche.
Dal 1861, dopo l'unità d'Italia, fu professore di lettere italiane a Voghera, a Milano e poi a Venezia; dal 1871 fu preside di liceo a Fermo, a Pistoia e infine a Rovigo. Nel 1879 fu collocato a riposo su sua richiesta.
Non era persona affabile ed era antipatico a molti. Quando un suo scritto era criticato o gli veniva indicato un suo errore, replicava in modo eccessivo con nuovi scritti.
Nel corso degli anni polemizzò inoltre con diversi studiosi come Francesco Predari e Emilio Motta.
Nel 1889 fu posta una lapide a suo ricordo dalla Regia Deputazione di Storia patria di Venezia.

### Statuti italiani

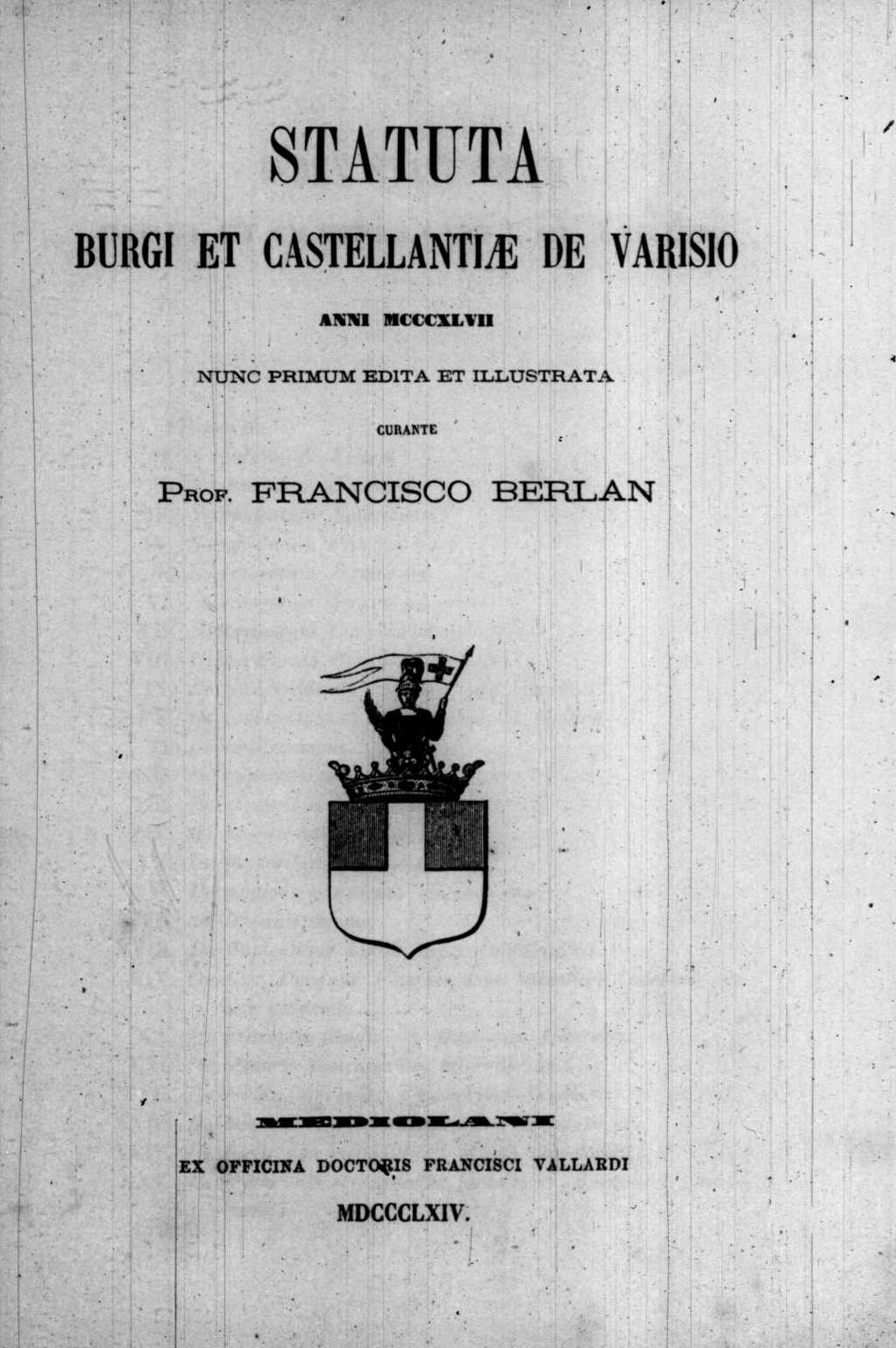
Statuta burgi et castellantiae de Varisio anni 1347, 1864

Durante la IX Riunione degli scienziati italiani, tenuta a Venezia nel 1847, Leone Fortis propose la realizzazione di una raccolta delle norme statutarie italiane. Nel 1855 il Berlan pubblicò in alcuni articoli una Bibliografia degli statuti municipali italiani e nel 1858 pubblicò un Saggio bibliografico riportando integralmente il discorso del Fortis.
In seguito pubblicò diverse opere riguardanti le norme medievali italiane. Nel 1864 diede alle stampe lo statuto di Varese del 1347; ne Il Politecnico dello stesso anno iniziò a diffondere alcuni studi sulle consuetudini di Milano.
Dopo aver studiato le fonti presso la Biblioteca Ambrosiana e presso la Biblioteca Trivulziana, tra il 1868 e il 1869 pubblicò il Liber consuetudinum Mediolani del 1215. Nel 1869 venne pubblicata in Historiae Patriae Monumenta un'edizione dello stesso testo curata da Giulio Porro Lambertenghi (che aveva fornito a Berlan alcuni documenti), senza alcuna citazione dell'opera del Berlan e con indicazione del completamento del lavoro già nel 1866. Il Berlan, considerandolo un affronto personale, pubblicò allora Le due edizioni milanese e torinese delle Consuetudini di Milano, dedicando più di 200 pagina a smentire o correggere l'edizione del Porro Lambertenghi. Questo nuova fatica del Berlan è considerata «assai interessante non solo per lo stile combattivo col quale fu concepita, ma anche per i molti richiami a Statuti e documenti vari i quali possono servire a chiarire dei punti dubbi».
Il Berlan pubblicò anche studi sugli Statuti di Origgio del 1228, di Ferrara e di Pistoia.

### Stampa a caratteri mobili
Nel 1881 il Berlan fu incaricato dal tipografo Angelo Colombo di scrivere una storia della tipografia.
Raccolse diversi documenti e pubblicò alcuni studi su aspetti specifici, ma morì prima di poter completare l'opera.

## Opere

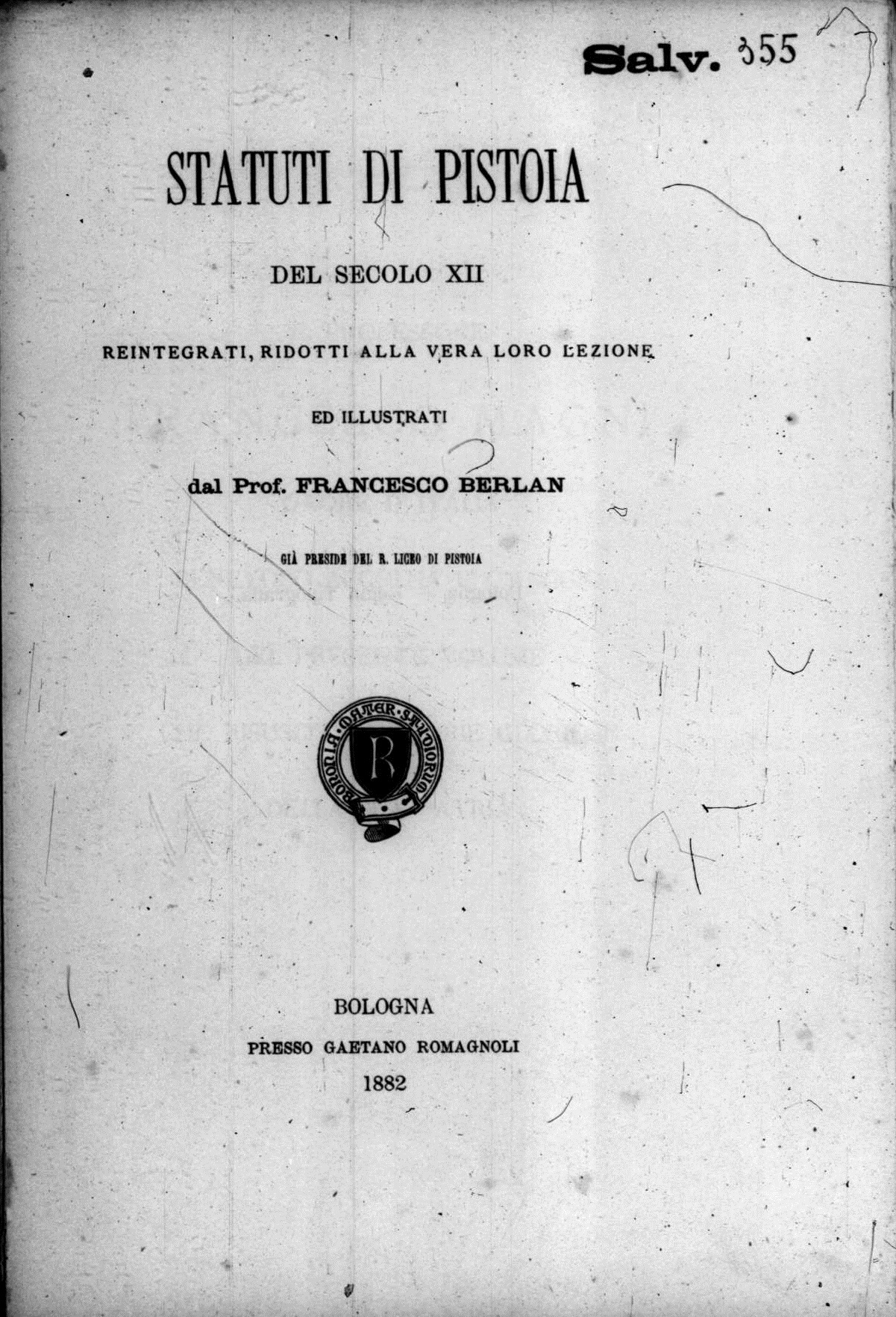
Statuti di Pistoia del secolo XII, 1882

- Delle lodi della vita solitaria, di S. Basilio Magno. Versione italiana, Venezia, Molinari, 1841.
- Sulle due iscrizioni latine della Pala d'oro della Basilica di S. Marco in Venezia. Cenni critici. Venezia, Eredi Gattei, 1842.
- Etica d'Aristotile, compendiata da ser Brunetto Latini e Due Leggende, d'autore anonimo. Testi di lingua. Venezia, tipografia all'Ancora, 1844 (in collaborazione con la Società veneta de' Bibliofili, istituita dal Berlan).
- I libri di Tobia, di Giuditta e di Ester. Volgarizzamento antico, tratto da un Codice della Biblioteca Marciana, con annotazioni filologiche di Celso Cittadini e di mons. G. Bottari. Testo di lingua, Venezia, G. Passeri-Bragadin, 1844.
- Isolario di Venezia. Illustrazioni storiche e topografiche ad una carta topografica di B. Combatti. Venezia, Naratovich, 1845,  Tavola tipo-litografica.
- La morte di Claudio Cesare. Satira di L. A Seneca; edita nuovamente e ridotta a miglior lezione, nel testo latino e ne' passi greci, con note, Venezia, Tondelli, 1845.
- Illustrazioni topografiche, statistiche e storiche alla Nuova Planimetria della città di Venezia, giusta le tavole compilate e disegnate da B. e G. Combatti, Venezia, Naratovich, 1846.
- Il libro del Genesi volgarizzato, testo di lingua con annotazioni teologiche e filologiche, Venezia, Tondelli, 1846.
- Bibbia Volgare, secondo l'edizione del 1741 di Niccolò Jenson. Testo di lingua, Venezia, Tondelli e Naratovich 1845-48 (incompleto).
- Parole all'autore delle Lagnanze generali, Venezia, Merlo, 1848.
- Il Vangelo del popolo, ridotto dal francese (di Alfonso Esquiros) ad uso degli Italiani, Torino, Ferrero e Franco, 1850.
- Dizionario generale geografico-statistico degli Stati Sardi, Torino, Pomba, 1855, in collaborazione con G. Stefani.
- I Due Foscari. Memorie storico-critiche, con documenti inediti, tratti dagli Archivi secreti del Consiglio dei Dieci, dei Pregadi e del Maggior Consiglio ,Torino, Favale, 1852.
- Il Moschino. Almanacco reazionario per l'anno 1852 ,Torino, Tip. Castellazzo e De Gaudenzi, 1852 (in collaborazione con Augusto Giustinian).
- Il conte Francesco di Carmagnola. Memorie storico-critiche, con documenti inediti, Torino, Unione Tipografico Editrice Torinese, 1855.
- Statuti italiani. Saggio bibliografico, Venezia, tipografia del Commercio, 1858.
- Catechismo costituzionale, o Nozioni intorno ai diritti ed ai doveri dei cittadini; in risposta al Programma governativo per le scuole tecniche; coll'aggiunta delle Voci e maniere parlamentari più usitate, Voghera, Gatti, 1861.
- Apologhi di Leon Battista Alberti e Bernardino Baldi, pubblicati nuovamente, con note; giuntivi sessanta apologhi del prof. Francesco Berlan, Voghera, Gatti, 186l.
- Statuti municipali e Stemmi municipali e gentilizi degli Stati Sardi. Edizione illustrata, Torino, tip. Letteraria, 1858.
- La cessione di Nizza, o Nizza è italiana o francese? Considerazioni storico politiche, Milano, Ronchetti, 1860.
- Geografia statistica e commerciale dei principali Stati d'Europa, dall'Italia in fuori, in risposta al Programma governativo per il secondo anno delle Scuole Tecniche del Regno d'Italia, Voghera, Gatti, 1861.
- Geografia politico-statistica dell'Italia, ad uso delle scuole tecniche e popolari,  Voghera, Gatti, 1861.
- Il libro dell'emulazione. I fanciulli celebri d'Italia, antichi e moderni, e gl'Illustri Italiani, nella loro infanzia e vita, Milano, Giacomo Agnelli, 1863.
- Breve lezione ad uso del sig. prof. Francesco Conti, in risposta ad una sua diatriba contro l'opera I Fanciulli celebri, Milano, Agnelli, 1863.
- Almanacco statistico del Regno d'Italia, comparato coll'Inghilterra, Francia ed Austria. Anno I. 1863, Milano, Borroni, 1863.
- Gli statuti municipali milanesi dall'XI al XVI secolo. Memoria storico-bibliografica, Milano, Editori del Politecnico, 1864.
- Almanacco statistico illustrato del Regno d'Italia, confrontato colla Francia, Inghilterra ed Austria, desunto dalle più recenti statistiche, Milano, Vallardi, 1864.
- (LA) Statuta burgi et castellantiae de Varisio anni 1347, Milano, Vallardi, 1864.
- Almanacco statistico del Regno d'Italia, comparato colla Francia, Inghilterra ed Austria, desunto dalle più recenti opere di statistica, nonché dalle relazioni e discussioni parlamentari, e da altre pubblicazioni del Governo italiano. Milano, Vallardi, 1865.
- Annuario statistico europeo. Milano, Gattinoni, 1865.
- Le fanciulle celebri, e la Fanciullezza delle donne illustri d'Italia, antiche e moderne. Milano, Agnelli, 1865.
- Armi dei Comuni Toscani, ora per la prima volta pubblicate. Milano, Vallardi, 1865.
- Lettere inedite di Italiani illustri nelle scienze e nelle lettere, con commenti. Milano, Gareffi, 1866.
- Di Marco Foscarini. Discorso letto il 3 settembre 1867 nel R. Liceo Marco Foscarini. Venezia, Grimaldo, 1867.
- Le Giozze d'oro. Favola eterogenea, in versi vernacoli, di Francesco Gritti, ora per la prima volta pubblicata. Venezia, Tip. del Commercio, 1867.
- Statuti di Origgio dell'anno 1228; tratti da una pergamena degli Archivi Governativi di Milano, ed ora per la prima volta pubblicati. Testo latino e annotazioni. Venezia, Grimaldo, 1868.
- Annuario statistico europeo pel 1868. Venezia, 1868.
- Liber Consuetudinum Mediolani MCCXVI. Milano, Agnelli, 1868-1869.
- Le più belle pagine della Cronaca Fiorentina di Dino Compagni, con introduzione storico-estetica e annotazioni. Venezia, Grimaldo.
- Le più belle pagine della Divina Commedia, con introduzione storico-estetica, varie lezioni ed annotazioni filologiche, estetiche e storiche. Venezia, Grimaldo, 1869-70.
- Parma liberata dal giogo di Mastino della Scala. Canzone politica di Francesco Petrarca, nuovamente esposta e ridotta a miglior lezione. Bologna, Romagnoli, 1870.
- Le due edizioni, milanese e torinese, delle Consuetudini di Milano dell'anno 1216. Cenni ed appunti. Venezia, Grimaldo, 1872.
- Studio e virtù nei giovani. Discorso. Fermo, 1872.
- Statuti di Pistoia del 1106, reintegrati ed annotati. Pistoia, Rossetti, 1873.
  -  Statuti di Pistoia del secolo 12., Bologna, presso Gaetano Romagnoli, 1882.
- Scrittura volgare pistoiese del 1259. Bologna, Romagnoli, 1877.
- Lettere inedite di Giordani, Guerrazzi e Nicolini. Venezia, tip. Fontana, 1880.
- Bibliografia degli Statuti Municipali editi ed inediti di Ferrara. Roma, tip. delle Scienze matematiche e fisiche, 1878.
- La invenzione della stampa a tipo mobile, rivendicata all'Italia. Firenze, 1882.
- La introduzione della stampa in Milano, a proposito dei «Miraculi de la Gloriosa Verzene Maria» colla data del 1469. Venezia, Visentini, 1884.
- La introduzione della stampa in Savigliano, Saluzzo ed Asti nel secolo XV. Torino, 1887

### Periodici
Diresse i giornali:

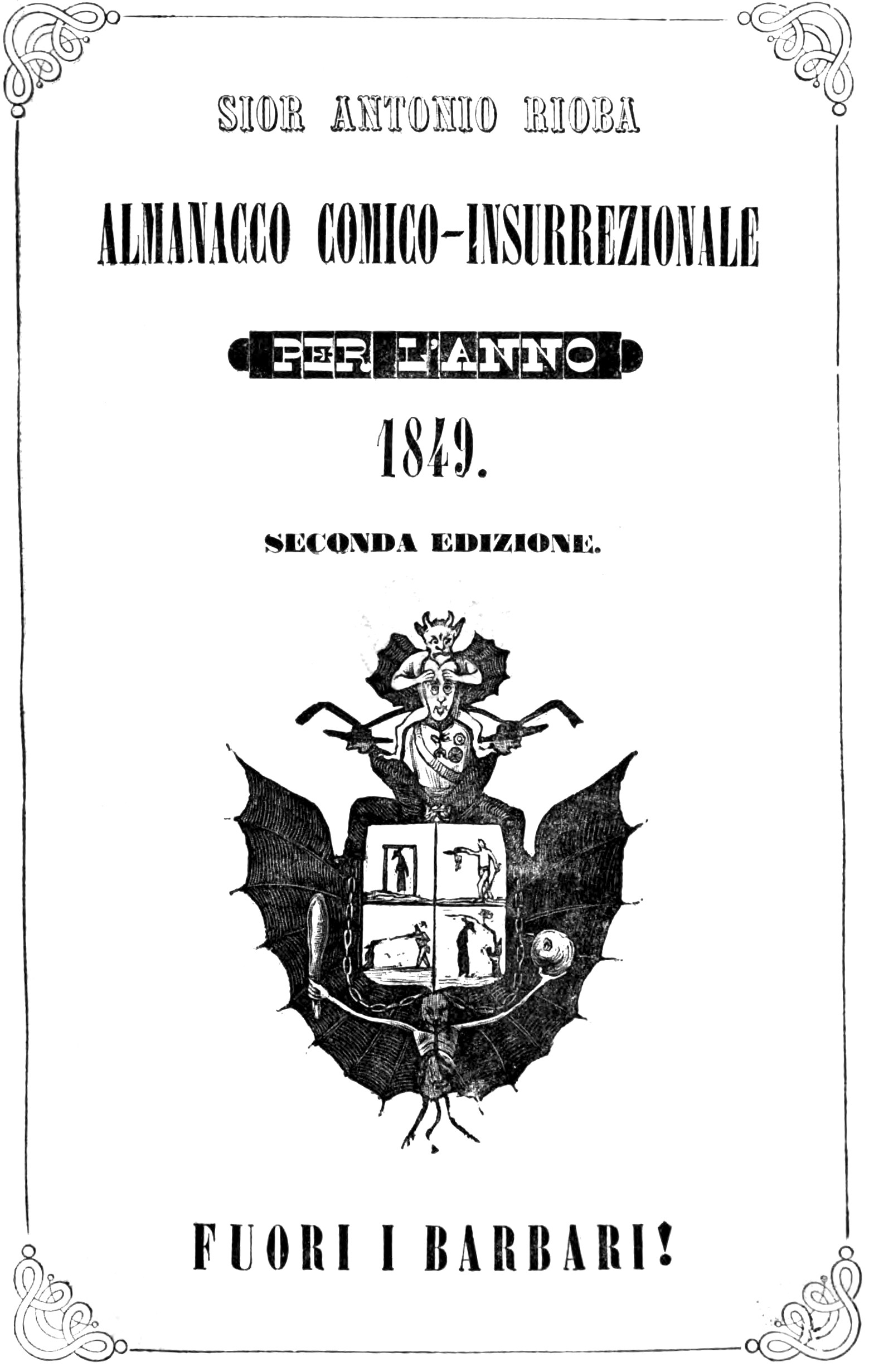

- Antonio Rioba. Giornale buffo politico e pittoresco, Venezia, Santini, 1848-49 (in collaborazione con Augusto Giustinian)
- La Bandiera italiana, Milano, 1859-1860
- Sior Antonio Rioba, Milano, Ronchetti, 1860
- Sior Antonio Rioba, Venezia, Grimaldo, 1866 (solo alcuni numeri)
- Istruzione pubblica, Milano, 1865-66, Venezia, 1867-68

Collaborò a periodici prima del 1848 a Venezia:
- Il Gondoliere
- Il Vaglio
- Il Pescatore

Dopo il 1848:
- Monitore Bibliografico italiano (Torino, 185l)
- Gazzetta Piemontese (Torino, 1852)
- La Stampa (Torino, 1853)
- Il Piemonte (Torino, 1855)
- Il Trovatore (Torino e Milano, 1856-1863)
- Il Pensiero (Venezia, 1856)
- La Ragione (Torino, 1858)
- Il Progresso (Milano, 1859)
- Il Pasquino (Torino, 1860)
- Gazzetta del Popolo di Lombardia (Milano, 1860)
- L'Alleanza (Milano, 1863)